# دوار امغيلة
امغيلة (بالأمازيغية : ⵎⵖⵉⵍⴰ )هو دوار جبلي يقع قرب مدينة فاس بالمملكة المغربية يمتاز بمناظره الخلابة وطبيعته الساحرة.

## زيت وزيتون مغيلة
```
من أهم الأشجار في مغيلة شجرة الزيتون التي كانت وما تزال الشجرة الأكثر احتراماً وشعبية، مغيلة تمتاز بسيادة أشجار الزيتون حيث تبلغ مساحتها %96 بالمائة من الأشجار الأخرى، موزعة حسب أراضي سقوية وغير سقوية. فكل شخص أو عائلة بامغيلة يملك أشجار الزيتون، ومعظم هذه الأشجار متوارثة من الآباء والأجداد، لكن في السنين الأخيرة القليل من يغرس شجرة زيتون ربما ذلك بسبب سنوات الجفاف الأخيرة.
```